# スタディオン・カラジョルジェ
スタディオン・カラジョルジェ（セルビア語: Стадион Карађорђе, Stadion Karađorđe）は、セルビアのヴォイヴォディナ・ノヴィ・サドにある多目的競技場である。
現在は主にFKヴォイヴォディナ・ノヴィ・サドの本拠地として使用されている。セルビアで最も近代的でピッチ状態の良い競技場として知られている。また2013年の改修工事で収容人数が14,853人となった。

## 歴史
2007年5月、シニシャ・ミハイロヴィチの引退試合が行われた。2009年には、新しい陸上競技のトラックが完成、スタンドの南東側にはフィリップス製のスコアボードが導入された。2009年の改修後は、2009 ヨーロッパジュニア陸上競技選手権大会や、UEFA U-17欧州選手権2011の会場として用いられた。 2011年、FKヴォイヴォディナによって1,400ルクスの投光照明が導入された。最多観客動員記録は、1967年3月1日に行われたUEFAチャンピオンズカップ 1966-67準々決勝・セルティック戦で、その時は30,000人が詰めかけた。
かつてスタディオン・ヴォイヴォディナ (セルビア語: Стадион Војводина, Stadion Vojvodina)や、グラズキ・スタディオン (セルビア語: Градски стадион, Gradski stadion)として知られていた。 2007年、第一次セルビア暴動の指導者のカラジョルジェ・ペトロヴィッチに因み、現在の名称に変更された。しかし、1924年から第二次世界大戦終結までの間、スタディオン・カラジョルジェという名称が使われていた。

## 近年の拡張および改修
2012年始め、スタジアムの改修工事を行うことを発表した。当初の計画では南スタンドの建設、東側と南西側の観客席を建てなおすというものであった。翌2013年5月、UEFAがUEFAヨーロッパリーグ出場に必要な要件を満たした。それによりノヴィ・サド市当局はFKヴォイヴォディナが出場するUEFAヨーロッパリーグ・予選ラウンドの開催に合意した。

## 主なイベント

### サッカーの国際試合
| 親善試合 1971年04月21日 | ユーゴスラビア | 0 – 1    | ルーマニア          | ノヴィ・サド                                                                |  |
|                         |                | レポート | デムブロヴスキ 57分 | 競技場: スタディオン・ヴォイヴォディネ 観客数: 20,000人 主審: Papavassiliou |  |

| UEFA欧州選手権1980予選 1979年11月14日 | ユーゴスラビア                                                                        | 5 – 0    | キプロス | ノヴィ・サド                                                                   |  |
|                                       | クラニチャール 33分, 50分 · ヴヨヴィッチ 61分 · ペトロヴィッチ 75分 · サヴィッチ 87分 | レポート |          | 競技場: スタディオン・ヴォイヴォディネ 観客数: 14,134人 主審: ヨルダン・ゼゼフ |  |

| 1982 FIFAワールドカップ・ヨーロッパ予選 1981年11月21日 | ユーゴスラビア                                                                 | 5 – 0    | ルクセンブルク | ノヴィ・サド                                                             |  |
|                                                        | ハリルホジッチ 1分, 45分 · シュリャク 68分 · パシッチ 72分 · ヴヨヴィッチ 76分 | レポート |                | 競技場: スタディオン・ヴォイヴォディネ 観客数: 20,000人 主審: Ch. Scerri |  |

| 親善試合 1989年09月20日 | ユーゴスラビア                                           | 3 – 0    | ギリシャ | ノヴィ・サド                                                                      |  |
|                         | ブルノヴィッチ 8分 · プロシネチキ 16分 · パンチェフ 83分 | レポート |          | 競技場: スタディオン・ヴォイヴォディネ 観客数: 8.000人 主審: プラシェク・ガーボル |  |

| 2014 FIFAワールドカップ・ヨーロッパ予選 2012年9月11日 | セルビア | 6 – 1    | ウェールズ  | ノヴィ・サド                                                                   |  |
| 20:30 (UTC+2)                                         | コラロヴ 16分 · トシッチ 24分 · ジュリチッチ 39分 · タディッチ 55分 · イヴァノヴィッチ 80分 · スレイマニ 90分 | レポート | ベイル 31分 | 競技場: スタディオン・カラジョルジェ 観客数: 10,660人 主審: ドゥアルテ・ゴメス |  |

| 2014 FIFAワールドカップ・ヨーロッパ予選 2013年3月26日 | セルビア                | 2 – 0    | スコットランド | ノヴィ・サド                                                                        |  |
| 20:30 (UTC+1)                                         | ジュリチッチ 60分, 65分 | レポート |                | 競技場: スタディオン・カラジョルジェ 観客数: 6,500人 主審: ヴァド・イシュトヴァーン |  |

| 親善試合 2013年10月11日 | セルビア                          | 2 – 0    | 日本 | ノヴィ・サド                                                                       |  |
| 17:34 (UTC+2)           | タディッチ 59分 · ヨイッチ 90+1分 | レポート |      | 競技場: スタディオン・カラジョルジェ 観客数: 10,000人 主審: アイディヌス・フラット |  |

| UEFA EURO 2016予選 2015年9月4日 | セルビア                                       | 2 - 0    | アルメニア | ノヴィ・サド                                                                |  |
| 20:45 (UTC+2)                   | ハイラペティアン 22分 (o.g.) · リャイッチ 53分 | レポート |            | 競技場: スタディオン・カラジョルジェ 観客数: 0人 主審: ミロスラフ・ゼリンカ |  |

## ギャラリー

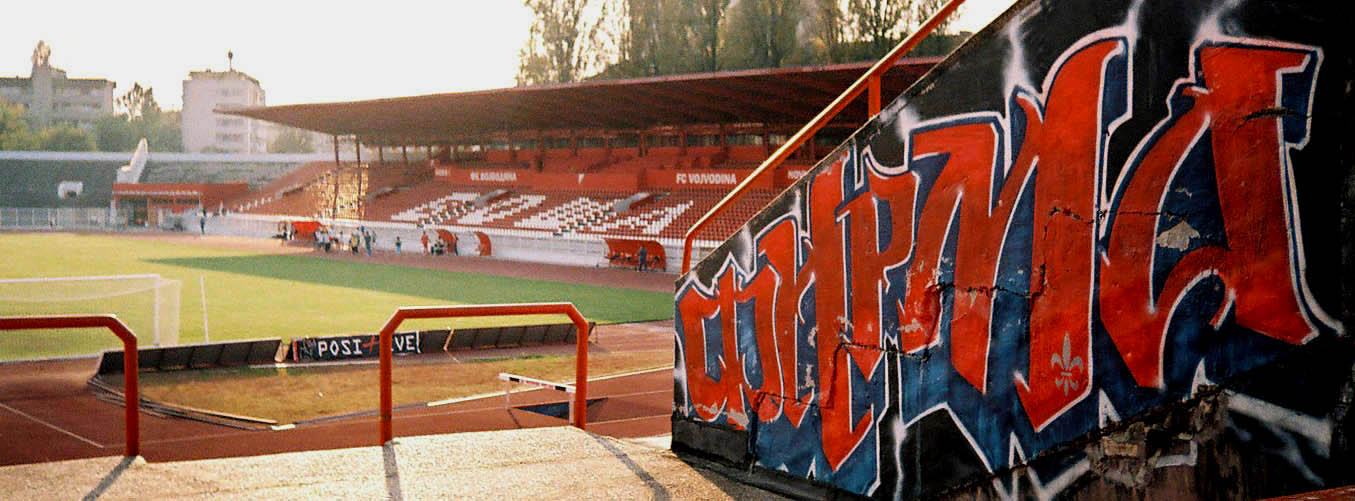
"Firma"という落書き
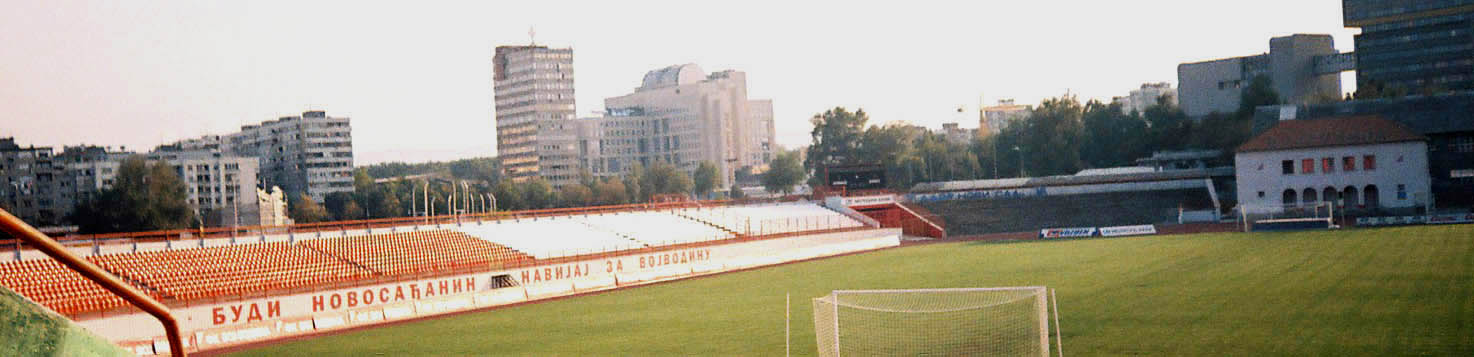
東スタンドからの眺め、右側には2013年5月の改修時に取り壊されたロッカールームがあった

## ノート
1. ↑  2014年10月14日に実施したセルビア vs アルバニア戦において、前半41分、大アルバニア主義を掲げた小型無人飛行機が競技場内を飛行した。それをきっかけに、選手とファンが入り混じっての乱闘が発生。0 - 0のスコアのまま打ち切られた[13][14]。10月23日UEFA管理・倫理・規律委員会は、この試合を没収試合(3-0でセルビアの勝利)とし、アルバニアサッカー連盟(FShF)に対し10万ユーロの罰金を科した。一方セルビアサッカー協会(FSS)に対しては、10万ユーロの罰金に加え、勝ち点3を剥奪、UEFA主催大会のホームゲームについて、今後2試合を無観客で行うよう命じられた
 [15]。しかし、両サッカー協会はUEFAの決定を不服としてスポーツ仲裁裁判所（CAS）に訴えを提起し[16]、2015年7月10日にCASはアルバニア側の主張を支持し、当該試合を3-0でアルバニアの勝利とし、セルビアに対しては勝点3を剥奪するとの決定を下した[17]。